# Alan Haydock
Pour les articles homonymes, voir Haydock.
Alan Haydock est un ancien footballeur belge né le 13 janvier 1976.

## Biographie
Alan commence sa carrière à Diegem Sport, dans les divisions inférieures, puis il rejoint le RWD Molenbeek en 1994. C'est Daniel Renders qui lance Haydock dans le grand bain, et il marque lors de son premier match en équipe première face à La Gantoise en 1995. Durant cette période, les bonnes prestations d'Alan sont récompensées par 6 sélections avec l'équipe nationale espoirs. 
En 2000, il signe en faveur de la R.A.A. Louviéroise, un autre club de Jupiler Pro League, où il évolue pendant trois saisons. Il y remporta en 2003, le seul trophée majeur de sa carrière : une coupe de Belgique. La saison suivante, sous les ordres d'Ariel Jacobs, il participe aux matchs de Coupe UEFA face au Benfica. 
L'année 2003 s'avère être celle du retour, puisqu'Alan décide de revenir à ses premiers amours : le FC Brussels. Il y joue plus de 5 ans, en officiant comme capitaine du club molenbeekois. Après la relégation des coalisés en Division 2, Alan prend la direction du Brabant Wallon et s'engage avec un néo-promu : l'AFC Tubize.
Alan décide de raccrocher les crampons fin de saison 2009-2010, et devient par la suite coach du KSK Halle jusqu'à la fusion avec le voisin du FC Pepingen en 2017 pour devenir dès lors le SK Pepingen-Hal. Il est alors évincé sans en être officiellement mis au courant. Fin 2017, il est nommé à la tête du HO Wolvertem-Merchtem en D3 amateur.

## Palmarès
- 1 fois vainqueur du Tour Final de Division 2 amateur.
  - 2016, comme entraîneur avec le KSK Halle.
- 1 fois vainqueur du Tour Final de Division 3 amateur.
  - 2015, comme entraîneur avec le KSK Halle.
- 1 fois vainqueur du Championnat de Division 2. 
  - 2004, comme joueur avec le FC Brussels RWDM.
- 1 fois vainqueur de la Coupe de Belgique.
  - 2003, comme joueur avec la R.A.A Louvièroise.